# Рушевине гробљанске цркве у селу Граничане
Рушевине гробљанске цркве у селу Граничане, насељеном месту на територији општине Лепосавић, на Косову и Метохији, представљају непокретно културно добро као споменик културе.
У Селу Граничане које је у близини Лепосавића, на јужним обронцима Копаоника, налазе се остаци старе цркве, највероватније посвећене празнику Христовог Уласка у Јерусалим, пошто је у народу позната као Цвети. Смештена је на сеоском гробљу, а у њеној непосредној близини је средином 19. века била подигнута прва српска школа на овој територији, као и нова црква, која је само после петнаестак година срушена.

## Основ за упис у регистар
Решење Покрајинског завода за заштиту споменика културе у Приштини, бр.246 од 15. 4. 1971. г. Закон о заштити споменика културе (Сл. гласник СРС бр. 3766).